# Mayrig
Mayrig je francouzský hraný film z roku 1991, který režíroval Henri Verneuil podle vlastního scénáře. Snímek měl světovou premiéru 27. listopadu 1991.

## Děj
V roce 1921 probíhá proces se Soghomonem Tehlirianem, který v roce v Berlíně zavraždil Talaata Pashu, jednoho z hlavních pachatelů arménské genocidy. Mezitím arménská rodina prchá z Turecka před represemi do Marseille.
Příběh se odvíjí více než dvacet let poté, co Azad ve věku 6 let přišel s rodiči do Francie.
Azad vzpomíná na potíže s integrací ve Francii, která je nepřátelská vůči imigrantům, včetně sousedů, kteří jim nechtějí dovolit používat společnou pec. Pronajímatel obviňuje své nájemníky, že si štěnice přivezli z jejich země. Spolužáci z vyšší společnosti si z Azada dělají legraci z jeho nejistých životních podmínek a jeho neobvyklého náboženství, o kterém nevědí, že je křesťanské apod.

## Obsazení
| Claudia Cardinalová | Araxi (Mayrig) Zakarian, Azadova matka |
| Omar Sharif         | Hagop Zakarian, Azadův otec            |
| Richard Berry       | Azad Zakarian                          |
| Nathalie Roussel    | Gayane, Azadova teta                   |
| Isabelle Sadoyan    | Anna, Azadova teta                     |
| Jacky Nercessian    | Apkar, rodinný přítel                  |
| Cédric Doucet       | Azad v 7 letech                        |
| Tom Ponsin          | Azad ve 12 letech                      |
| Stéphane Servais    | Azad ve 20 letech                      |
| Serge Avédikian     | Vasken Papazian                        |
| Michèle Bardollet   | Madeleine                              |
| Christian Barbier   | abbé Pignon                            |
| Jean-Pierre Delage  | doktor Philibert                       |
| Nicolas Silberg     | advokát                                |
| Denis Podalydès     | Soghomon Tehlirian                     |
| Patrick Timsit      | Garbis, zámečník Valence               |
| Ticky Holgado       | rasistický soused                      |